# Ficus pleurocarpa
Ficus pleurocarpa là một loài thực vật có hoa trong họ Moraceae. Loài này được F.Muell. mô tả khoa học đầu tiên năm 1874.

## Hình ảnh

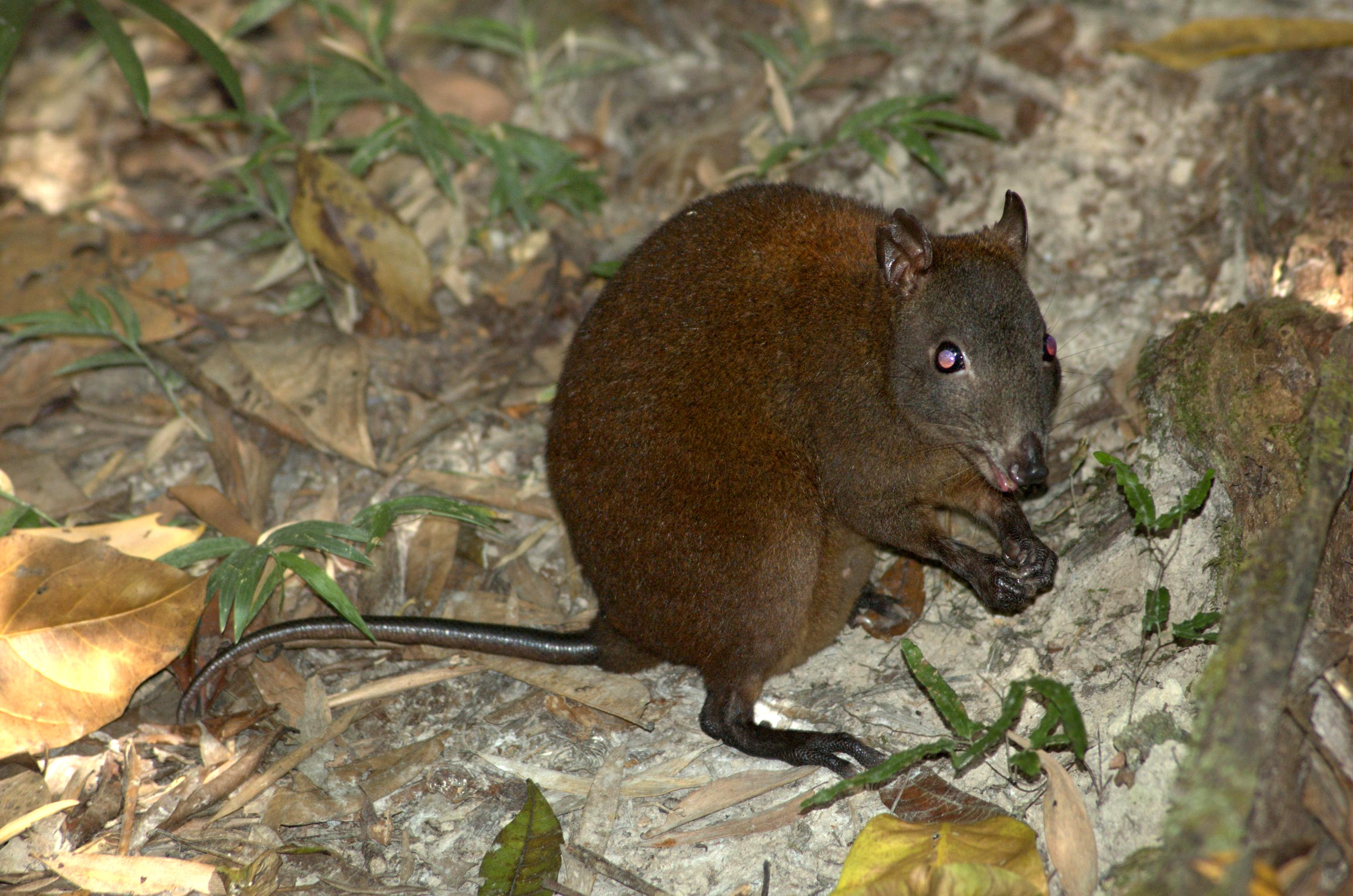